# Selección de fútbol sub-17 de Corea del Sur
La Selección de fútbol sub-17 de Corea del Sur, conocida también como la Selección infantil de fútbol de Corea del Sur, es el equipo representativo del país en la Copa Mundial de Fútbol Sub-17 y en el Campeonato Sub-16 de la AFC, y es controlada por la Asociación de Fútbol de Corea.

## Palmarés
- Campeonato Sub-16 de la AFC: 2
  -  Campeón: 1986, 2002
  -  Subcampeón: 2008, 2014, 2023

## Estadísticas

### Mundial FIFA U-17
| Año            | Resultado                                  | J                                          | G                                          | E                                          | P                                          | GF                                         | GC                                         |
| -------------- | ------------------------------------------ | ------------------------------------------ | ------------------------------------------ | ------------------------------------------ | ------------------------------------------ | ------------------------------------------ | ------------------------------------------ |
| 1985           | No clasificó                               | No clasificó                               | No clasificó                               | No clasificó                               | No clasificó                               | No clasificó                               | No clasificó                               |
| 1987           | Cuartos de final                           | 4                                          | 1                                          | 1                                          | 2                                          | 5                                          | 6                                          |
| de 1989 a 2001 | No clasificó                               | No clasificó                               | No clasificó                               | No clasificó                               | No clasificó                               | No clasificó                               | No clasificó                               |
| 2003           | Fase de grupos                             | 3                                          | 1                                          | 0                                          | 2                                          | 6                                          | 11                                         |
| 2005           | No clasificó                               | No clasificó                               | No clasificó                               | No clasificó                               | No clasificó                               | No clasificó                               | No clasificó                               |
| 2007           | Fase de grupos                             | 3                                          | 1                                          | 0                                          | 2                                          | 2                                          | 4                                          |
| 2009           | Cuartos de final                           | 5                                          | 2                                          | 1                                          | 2                                          | 8                                          | 7                                          |
| de 2011 a 2013 | No clasificó                               | No clasificó                               | No clasificó                               | No clasificó                               | No clasificó                               | No clasificó                               | No clasificó                               |
| 2015           | Octavos de final                           | 4                                          | 2                                          | 1                                          | 1                                          | 2                                          | 2                                          |
| 2017           | No clasificó                               | No clasificó                               | No clasificó                               | No clasificó                               | No clasificó                               | No clasificó                               | No clasificó                               |
| 2019           | Cuartos de final                           | 5                                          | 3                                          | 0                                          | 2                                          | 6                                          | 6                                          |
| 2021           | Cancelado debido a la pandemia de COVID-19 | Cancelado debido a la pandemia de COVID-19 | Cancelado debido a la pandemia de COVID-19 | Cancelado debido a la pandemia de COVID-19 | Cancelado debido a la pandemia de COVID-19 | Cancelado debido a la pandemia de COVID-19 | Cancelado debido a la pandemia de COVID-19 |
| 2023           | Fase de grupos                             | 3                                          | 0                                          | 0                                          | 3                                          | 2                                          | 6                                          |
| Total          | 7/19                                       | 27                                         | 10                                         | 3                                          | 14                                         | 31                                         | 42                                         |

### Campeonato AFC U-16
| Año   | Resultado                                  | J                                          | G                                          | E                                          | P                                          | GF                                         | GC                                         |
| ----- | ------------------------------------------ | ------------------------------------------ | ------------------------------------------ | ------------------------------------------ | ------------------------------------------ | ------------------------------------------ | ------------------------------------------ |
| 1985  | No clasificó                               | No clasificó                               | No clasificó                               | No clasificó                               | No clasificó                               | No clasificó                               | No clasificó                               |
| 1986  | Campeón                                    | 5                                          | 2                                          | 3                                          | 0                                          | 6                                          | 0                                          |
| 1988  | 1.ª Ronda                                  | 4                                          | 2                                          | 0                                          | 2                                          | 10                                         | 9                                          |
| 1990  | 1.ª Ronda                                  | 2                                          | 0                                          | 1                                          | 1                                          | 1                                          | 4                                          |
| 1992  | No clasificó                               | No clasificó                               | No clasificó                               | No clasificó                               | No clasificó                               | No clasificó                               | No clasificó                               |
| 1994  | 1.ª Ronda                                  | 4                                          | 1                                          | 1                                          | 2                                          | 2                                          | 6                                          |
| 1996  | 1.ª Ronda                                  | 4                                          | 1                                          | 1                                          | 2                                          | 7                                          | 8                                          |
| 1998  | 4º Lugar                                   | 6                                          | 3                                          | 0                                          | 3                                          | 10                                         | 13                                         |
| 2000  | No clasificó                               | No clasificó                               | No clasificó                               | No clasificó                               | No clasificó                               | No clasificó                               | No clasificó                               |
| 2002  | Campeón                                    | 6                                          | 4                                          | 2                                          | 0                                          | 17                                         | 5                                          |
| 2004  | Cuartos de final                           | 4                                          | 3                                          | 0                                          | 1                                          | 12                                         | 1                                          |
| 2006  | Cuartos de final                           | 4                                          | 2                                          | 0                                          | 2                                          | 7                                          | 5                                          |
| 2008  | Finalista                                  | 6                                          | 4                                          | 1                                          | 1                                          | 21                                         | 6                                          |
| 2010  | No clasificó                               | No clasificó                               | No clasificó                               | No clasificó                               | No clasificó                               | No clasificó                               | No clasificó                               |
| 2012  | Cuartos de final                           | 4                                          | 3                                          | 1                                          | 0                                          | 8                                          | 2                                          |
| 2014  | Finalista                                  | 6                                          | 5                                          | 0                                          | 1                                          | 16                                         | 4                                          |
| 2016  | Fase de grupos                             | 3                                          | 1                                          | 1                                          | 1                                          | 4                                          | 2                                          |
| 2018  | Tercer lugar                               | 5                                          | 4                                          | 1                                          | 0                                          | 14                                         | 1                                          |
| 2020  | Cancelado debido a la pandemia de COVID-19 | Cancelado debido a la pandemia de COVID-19 | Cancelado debido a la pandemia de COVID-19 | Cancelado debido a la pandemia de COVID-19 | Cancelado debido a la pandemia de COVID-19 | Cancelado debido a la pandemia de COVID-19 | Cancelado debido a la pandemia de COVID-19 |
| 2023  | Finalista                                  | 6                                          | 4                                          | 0                                          | 2                                          | 15                                         | 7                                          |
| Total | 15/19                                      | 69                                         | 39                                         | 12                                         | 18                                         | 150                                        | 73                                         |

## Entrenadores
- Lee Kwang-jong (2007-09)
- Choi Moon-sik (2012)